# Unione Sportiva Città di Pontedera

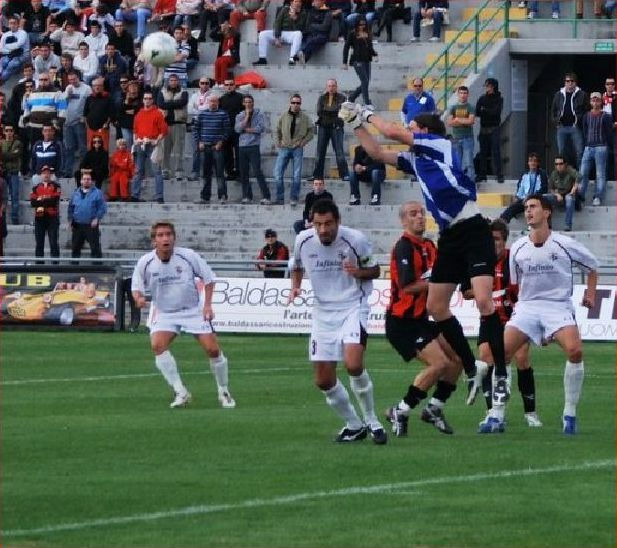
Un partido entre Pontedera y Lucchese, 2011.

La Unione Sportiva Città di Pontedera es un club de fútbol de Italia, con sede en Pontedera, en la región de Toscana. Fue fundado en 1921 y refundado en el 2010. Compite en la Serie C, tercera categoría del fútbol italiano.

## Historia
Fue fundado en el año 1912 de la fusión de dos equipos preexistentes, el S.S. Vigor y el S.S. Giosuè Carducci. Jugó sus primeros años en la Serie C, pero nunca alcanzó a jugar en la Serie B. En la temporada 1993/94 alcanzaron a jugar en la Serie C1 y es conocido por ser el único equipo que ha derrotado a Italia, por marcador de 2-1 en un amistoso en abril de 1994, cuando la Azzurra era dirigida por Arrigo Sacchi. Descendieron de la Serie C1 en la temporada 2001, y al año siguiente a la Eccellenza, la cual ganaron en la temporada 2005.
Al final de la temporada 2010/11 en la Serie D, avanzaron a la ronda de Play-Off, pero fueron eliminados en la tercera ronda y no ascendieron a la Lega Pro Seconda Divisione. En la temporada 2012/13 lograron el ascenso de la Lega Pro Seconda Divisione para jugar en la Lega Pro Prima Divisione.

## Palmarés

### Torneos interregionales
- Serie D (1): 1966-67 (Grupo D), 2011-12 (Grupo E)
- Campeonato Interregionale (1): 1981-82 (Grupo E)

### Torneos regionales
- Eccellenza Toscana (1): 2004-05 (Grupo A)
- Promozione Toscana (4): 1949-50 (Grupo F), 1954-55 (Grupo B), 1974-75, 1980-81 (Grupo A)